# Superstrat

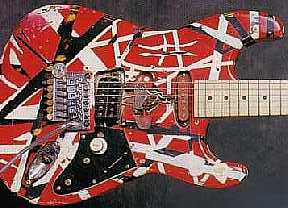
De Frankenstrat

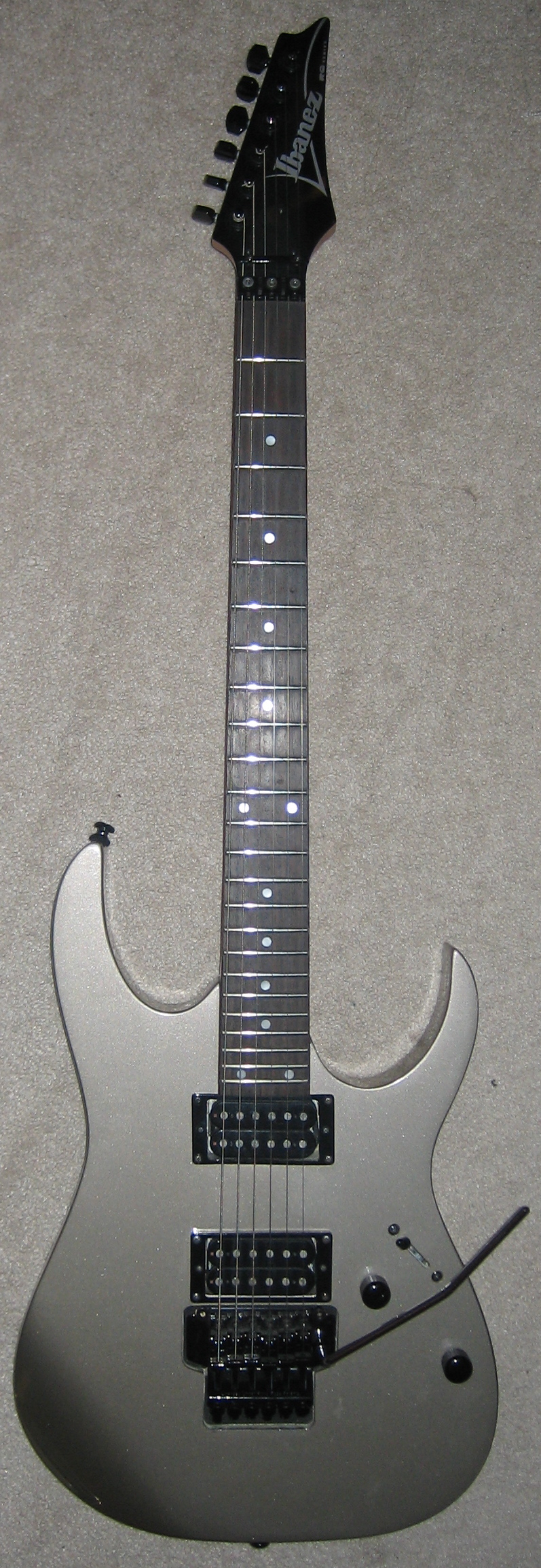
Ibanez RG model

Superstrat is de benaming voor een Fender Stratocaster gebaseerd gitaarmodel met enkele modificaties.
Superstrats zijn vooral geliefd in de genres metal, prog-rock, jazz fusion en jaren 1980 georiënteerde hardrock.

## Geschiedenis
Begin 1980 begon de populariteit van de heavy metal/hard rock muziek te groeien waardoor gitaristen zochten naar een gitaar die beter paste bij deze muziekstijlen, zowel in het uiterlijk(puntig, agressief) als bespeelbaarheid. Hiertoe besloten muzikanten zelf hun Stratocaster gitaar te modificeren. De gemodificeerde Stratocasters noemden ze Superstrats.
Een van de eerste bekende superstrats was Eddie van Halen' gemodificeerde Stratocaster "Frankenstrat". Deze Stratocaster was uitgebreid met een Gibson Paf gitaarelement op de brug, een Floyd Rose vibrato en een 22 frets Charvel hals.

## Massaproductie
Deze trend ontging de grote gitaarfabrikanten niet.  Jackson, Charvel, Kramer en Hamer begonnen met het ontwerpen en produceren van deze zogenaamde superstrats. Niet veel later volgden Ibanez, Yamaha en andere veelal Japanse fabrikanten. Ook Fender zelf kwam in 1988 met een superstrat genaamd "Fender HM Strat". Enkele voorbeelden van deze series zijn:
- Ibanez RG-serie
- Ibanez GRG-serie
- Ibanez JEM
- Jackson Dinky
- Dean Vendetta
- Charvel San Dimas

Gitaren uit deze series zijn ontworpen voor ruigere muziekstijlen en bevatten modificaties, zoals bijvoorbeeld humbuckers, die het spelen van onder andere metal ten goede komen.

## Overzicht Superstrats
|                 | Stratocaster                                         | Superstrat | Voordelen van superstrat | Nadelen superstrat |
| --------------- | ---------------------------------------------------- | --- | --- | --- |
| Body:           | Originele Stratocaster-vorm                          | Kleiner en lichter dan standaard Stratocaster. Diepere uithollingen voor betere bereikbaarheid van de hogere frets.                                                        | Aantrekkelijker om hard rock of metal te spelen, beter hanteerbaar. | Minder massa leidt tot minder lange sustain en een minder warme klank. |
| Houtsoorten:    | Els of Es                                            | Mahonie, Linde, Els, Limba, Acacia, Es, Populier | Warmer geluid en langere sustain. | Mahonie is zwaarder; Linde heeft een gelimiteerd frequentiebereik. Beide klinken niet zo helder als Els.                                                                                  |
| Hals:           | C-gevormde hals en een bolle toets met vaste radius. | Dunnere hals en vlakke toets (ibanez), of een zogenaamd compound fretboard waarbij de radius van de frets hoger op de hals groter en dus vlakker wordt (Charvel, Jackson). | Betere bespeelbaarheid, vooral bij snelle riffs en solo's. Bij extreme tonebending (1,5 noot of meer omhoog) door opdruktechniek raakt de snaar niet de volgende fret. | Lagere massa van de hals vermindert de sustain en toonwarmte. Sommige akkoorden worden door de vlakke(re) toets juist iets moeilijker of minder comfortabel.                              |
| Aantal frets:   | 21 (vintage) of 22 (standaard)                       | Minimaal 22, veelal 24, soms tot 36(Washburn EC-36, Maestro) | Breder toonbereik | Een eventueel hals-element komt dichter bij de brug te staan doordat de toets bij 24 frets voorbij de normale hals-elementpositie komt. Dit resulteert in een minder rond klinkende toon. |
| Soort frets:    | Dun tot medium dikte                                 | Zo dik mogelijk, soms zelfs een scalloped toets waarbij ruimte tussen de frets is uitgegutst.                                                                              | De vingers van de linkerhand raken alleen de snaar en niet de toets, hierdoor gaat het loslaten makkelijker. Bij dunnere frets blijven vingers als het ware kleven aan het hout. De dikkere frets maken een hogere spel-snelheid en soepeler vinger-vibrato gemakkelijker. | Als een snaar te krachtig wordt ingedrukt is de gespeelde noot vals. |
| Brug en Topkam: | Vintage vibrato                                      | Zwevende brug zoals bijvoorbeeld een Floyd Rose, Kahler, Schaller of Edge gecombineerd met een locking nut die de snaren op de topkam vast zet.                            | Groter vibrato bereik en minder gevoelig voor ontstemming bij extreem gebruik. | Lastiger te stemmen of herbesbaren, gecompliceerd systeem. Een "zwevende brug" zoals een Rose of Edge geeft minder sustain.                                                               |
| Elementen:      | 3 single-coils.                                      | 1 of meerdere single-coils vervangen door humbuckers. In sommige gevallen zijn het midden en/of hals element afwezig.                                                      | Voller en "vetter" geluid bij het gebruik van distortion. | Minder sustain door het sterkere magneetveld, het helderdere geluid van een single-coil gaat verloren.                                                                                    |